# Trhovište
Trhovište és un poble i municipi d'Eslovàquia. Es troba a la regió de Košice, a l'est del país.

## Història
La primera referència escrita de la vila data del 1220.

## Demografia
| Godina             | 1994 | 2004    | 2014   | 2024    |
| ------------------ | ---- | ------- | ------ | ------- |
| Nombre de persones | 1545 | 1816    | 1913   | 2161    |
| Diferència         |      | +17,54% | +5,34% | +12,96% |

| Godina             | 2023 | 2024   |
| ------------------ | ---- | ------ |
| Nombre de persones | 2140 | 2161   |
| Diferència         |      | +0,98% |